# La Vall d’en Bas

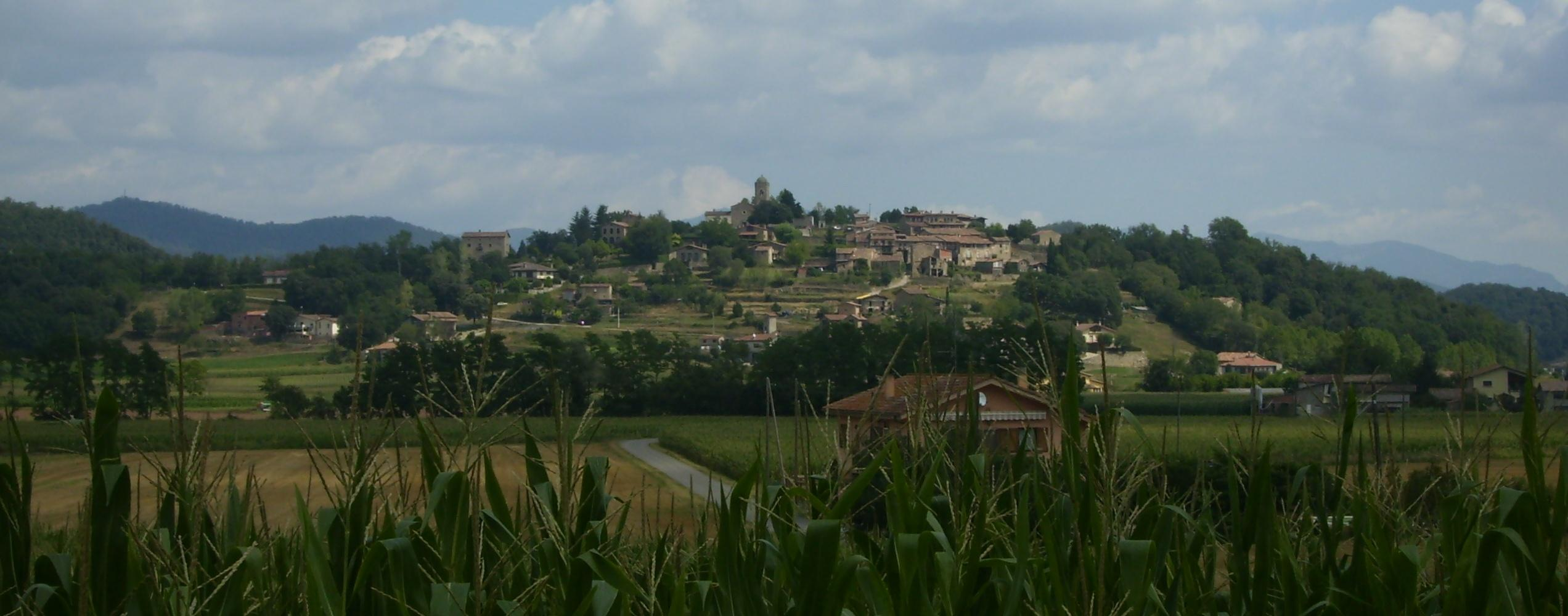
Der auf einem Hügel gelegene Teilort El Mallol (Panoramasicht)

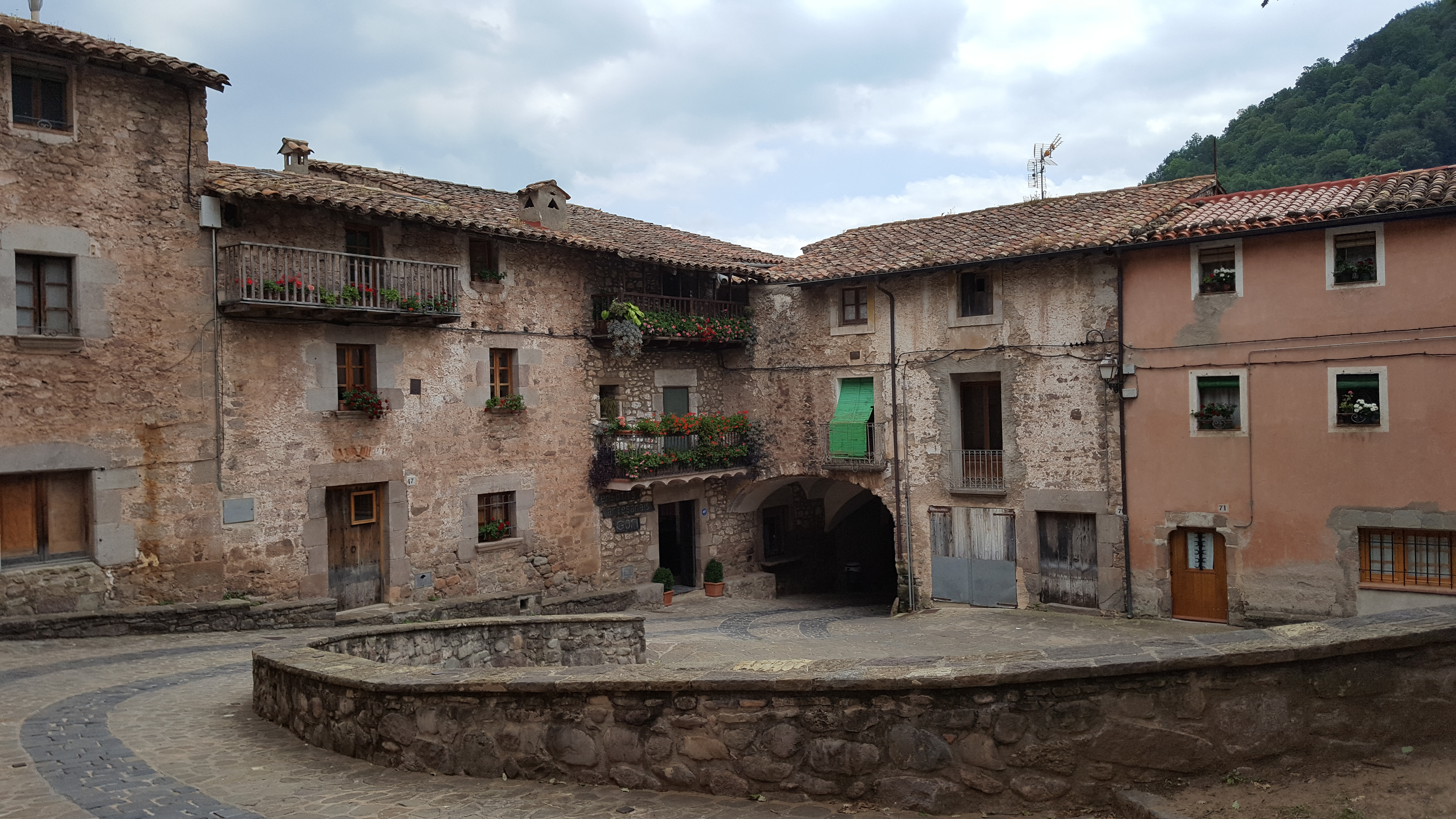
Der kleine Teilort Sant Privat d'en Bas (Marktplatz)

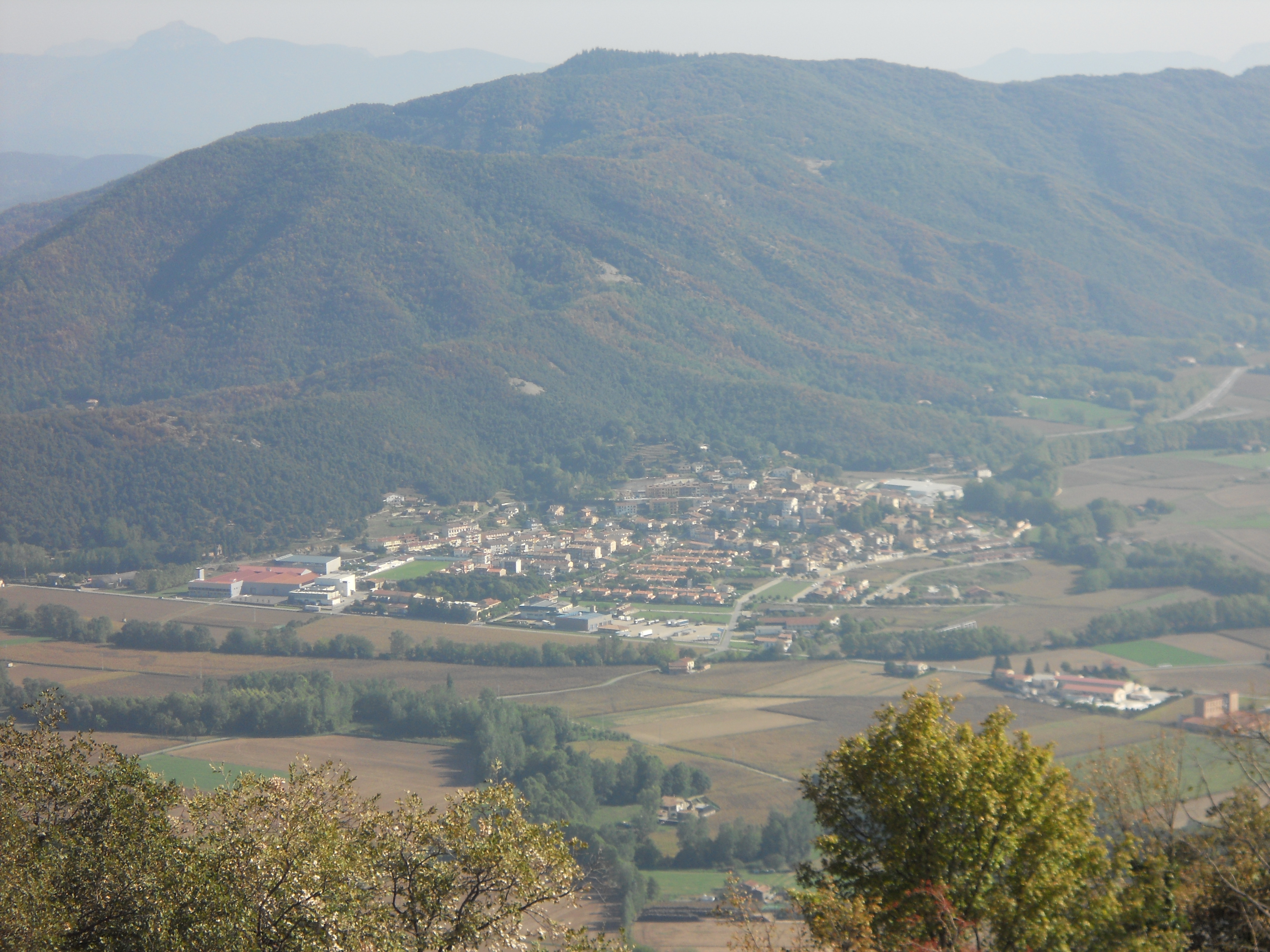
Blick auf den Hauptort Sant Esteve d'en Bas

La Vall d’en Bas ist eine landwirtschaftlich geprägte Gemeinde in der Garrotxa in der katalanischen Provinz Girona in Spanien. Der Ort ist 1968 durch die Vereinigung von mehreren kleinen Ortschaften und Weilern (unter anderen Joanetes, els Hostalets d'en Bas, el Mallol, la Pinya, Puigpardines, Sant Esteve d'en Bas, Sant Privat d'en Bas, Els veïnats de Cirera, Santa Magdalena del Mont) sowie Kirchengemeinden entstanden. Diese Gemeindeneubildung stellte die alte Struktur des „Vescomtat“ von Bas als geografisch-landschaftliche Einheit wieder her. Die mit dem Zusammenschluss einhergehende Flurbereinigung, der Ausbau des Wege- und Straßennetzes zwischen den Teilorten sowie die Gründung der landwirtschaftlichen Genossenschaft von La Vall d'en Bas zu Anfang der 1970er Jahre hat die Landwirtschaft und den Tourismus in der Region entscheidend gestärkt. Die Gemeinde gilt als eine der flächenmäßig größten Gemeinden in der Garrotxa und hat 3.219 Einwohner (Stand: 2024).
An die zentrale Ebene von Bas schließt im Norden die Ebene von Olot an, im Westen begrenzen die Massive des Puigsacalm (1515 m) und des Santa Magdalena (1515 m) mit grandiosen Felswänden sowie die Gebirgskette von Llancers und der Sant Miquel das Tal. Der Sant Miquel schließt auch den südlichen Bereich der Ebene ab. Die gesamte Ebene ist um 500 Meter hoch gelegen und weist mit die fruchtbarsten, landwirtschaftlichen Böden Kataloniens auf. Die Berghänge sind mit Buchen-Eichenwäldern (Steineichen und andere Quercus-Arten) bestanden. Einige Bäche – beispielsweise der Riera de Sallent mit dem Wasserfall von Salent aus strikt westlicher und der Riera de Joanetes mit dem Wasserfall von Roure aus südwestlicher Richtung – entwässern von Westen her die Ebene in den Fluvià, der selbst in den Bergen von Falgars im Südwesten des Gemeindegebietes entspringt und die gesamte Ebene von Norden nach Süden durchzieht. Aus dem reichlich in den Bergen vorkommenden Holz wird Brennholz und Holzkohle hergestellt. Die Teilorte sind alle stark landwirtschaftlich geprägt. Angebaut werden Getreide, Mais, Viehfutter, Kartoffeln, Obst und Gemüse, sowie Hülsenfrüchte. Früher wurde auch Buchweizen angebaut. Neben dem Feldbau spielt die Viehzucht (Rinder-, Schweine- und Hühnerzucht) eine bedeutende Rolle. Dementsprechend gibt es auch neben einer holzverarbeitenden (Sägewerke) auch eine fleischverarbeitende Industrie. Darüber hinaus gibt es eine kleine Textilindustrie im Ort. Der Ort entwickelt sich in den letzten Jahren zu einem touristischen Zentrum. Erwähnenswert ist der sogenannte „Turisme Rural“, eine spezielle Form von Ferien auf dem Lande, bei der man sich in historische Bauernhöfe einmieten kann. Auf dem Gebiet der Gemeinde gibt es ein reich verzweigtes Netz von Fahrrad- und Wanderwegen.
Früher gehörten die Teilortschaften in den Herrschaftsbereich des „Vescomte“ von Bas:
1. Der Teilort el Mallol (etwa 600 Einwohner) ist auf einem Hügel gelegen und war der alte Verwaltungssitz des „Vescomtat“.
2. Sant Privat d'en Bas (etwa 330 Einwohner) ist eine alte Siedlung mit Marktplatz, Kirche und Friedhof. In dem bergigen Gebiet dieses Teilortes stößt man auf einen kleinen Wasserfall des Sallent und auf die Kapelle Les Olletes.
3. In Puigpardines (etwa 120 Einwohner) befindet sich die in ihren Ursprüngen romanische Kirche Santa Maria de Puigpardines, die früher in ein Kloster integriert war.
4. Der Teilort Joanetes (etwa 300 Einwohner) besitzt die romanische Kirche Sant Romà und einen 35 Meter in die Tiefe stürzenden Wasserfall.
5. Der einwohnerstärkste Teilort Sant Esteve d'en Bas (etwa 1300 Einwohner) besitzt die  romanische Kirche Sant Esteve d’en Bas aus dem 12. Jahrhundert. In dieser Kirche wird eine kunsthistorisch interessante Steinplastik des thronenden Christus, die vor das 12. Jahrhundert datiert, aufbewahrt. Hier fand am 10. März 1695 die Schlacht von Sant Esteve d’en Bas statt.
6. Im Ortsteil la Pinya (etwa 160 Einwohner) gibt es die Kirche Santa Maria. Dort befand sich die Figur „La Maria de la Cabeça“, die im Spanischen Bürgerkrieg verloren gegangen ist. Sehr schön ist die circa 1,5 Kilometer südlich von La Pinya etwas abgelegene romanische Kapelle Sant Joan dels Balbs.
7. Der Teilort el Hostalets d'en Bas (etwa 180 Einwohner) liegt am alten Handelsweg zwischen Olot und Vic und geht im Kern auf die alte Herberge[7] Can Llonga aus dem 18. Jahrhundert zurück. Dieser Teilort ist bekannt wegen der unter Denkmalschutz stehenden Carrer Teixeda[8] mit ihrem einmaligen Ensemble von Blumen-, Maiskolben- und Rebengeschmückten Holzbalkonen. Sehenswert ist auch die im Norden auf ihrer Gemarkung gelegene romanische Einsiedlerkapelle Sant Quintí d’en Bas und die barocke Kapelle Sant Ximpli (auch Sant Simplici genannt).